# Merlene Ottey
Merlene Joyce Ottey (Cold Spring, 10 de maio de 1960) é uma atleta jamaicana especialista em provas de velocidade, ganhadora de oito medalhas olímpicas e quatorze em campeonatos do mundo. Nascida na Jamaica e naturalizada eslovena em 2002, competiu pelos dos países, o segundo já no final da carreira.
Em 1979 recebeu uma bolsa para estudar e competir na Universidade de Nebraska, nos Estados Unidos. Nesse ano participou em sua primeira competição internacional, os Jogos Pan-Americanos de San Juan em Porto Rico, onde ganhou duas medalhas.
Em 1998 mudou-se para a Eslovênia e em 2002 naturalizou-se. Ela chegou a competir pelo seu novo país em Atenas 2004 e no Europeu de 2006 (com 46 anos de idade), chegando às semifinais dos 100 metros rasos em ambos. Em Sydney 2000 ganhou a medalha de prata no revezamento 4x100 metros aos 40 anos de idade.
Ottey falhou em disputar sua oitava Olimpíada por apenas 0,028 segundos, em 2008, aos 48 anos de idade. Ela é a recordista de participações em Jogos Olímpicos, com sete edições disputadas entre Moscou 1980 e Atenas 2004, esta última aos 44 anos de idade.

## Marcas pessoais
- 100 metros - 10,74 (Milão, 1996)
- 200 metros - 21,64 (Bruxelas, 1991)
- 400 metros - 51,12 (Houston, 1983)